# Steninge slott

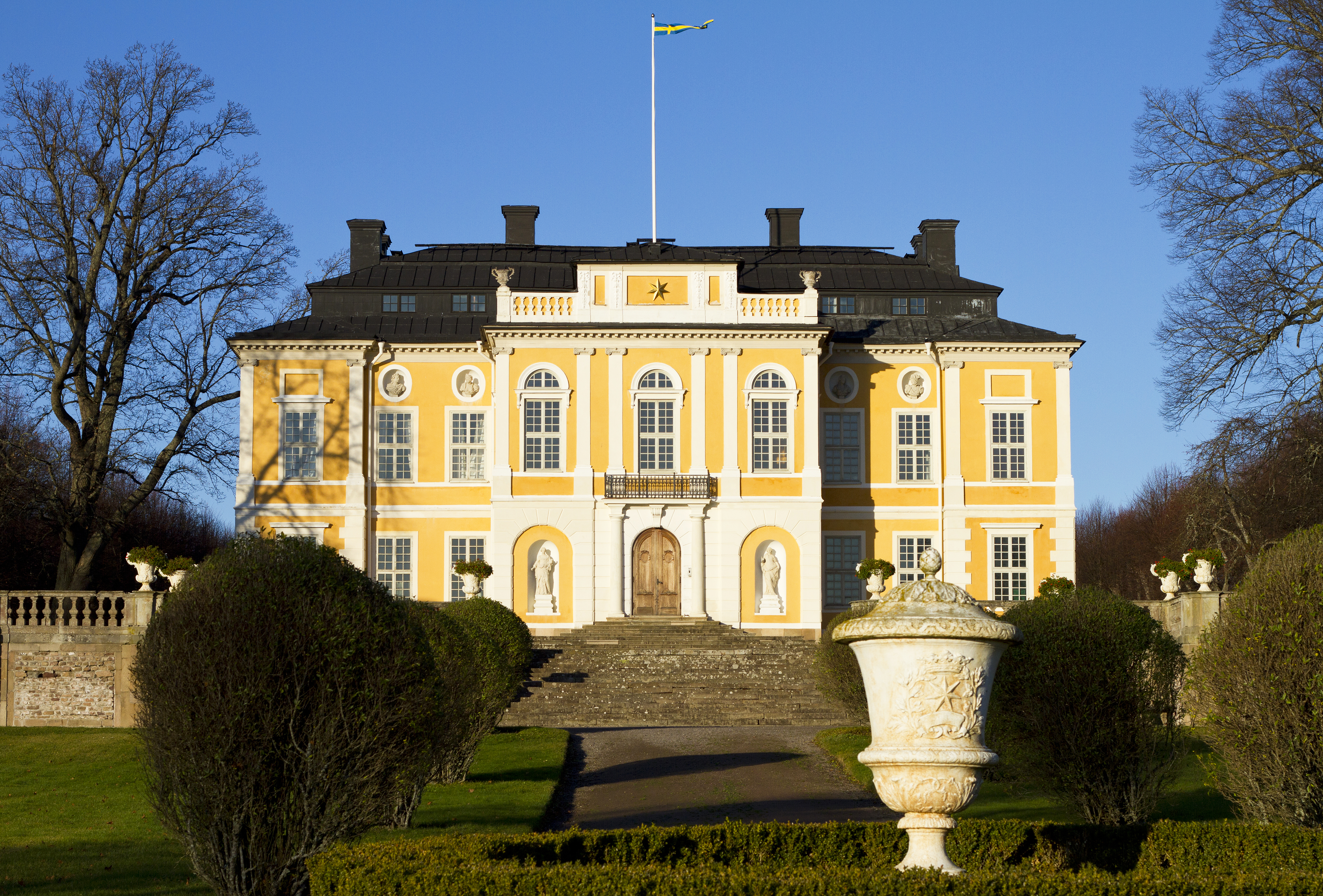
Slottets fasad mot sydost i november 2011.

Steninge är ett slott beläget vid Mälarens strand i Husby-Ärlinghundra socken, Sigtuna kommun, Uppland, cirka 1,5 kilometer från Märsta. Slottet uppfördes i slutet av 1600-talet efter ritningar av Nicodemus Tessin den yngre.
Steninge slott är stängt för allmänheten men parken är öppen för besök. I stenladan från 1873, idag kallat Steninge Slottsgalleria, inryms flera butiker, handelsträdgård samt ett café med restaurang.
Slottet och byggnaderna omkring avgränsades av SCB fram till och med år 2000 såsom en småort med namnet Steninge.

## Historia

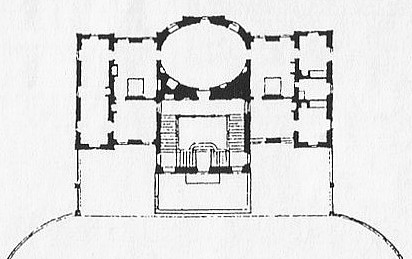
Steninge slott, planritning.

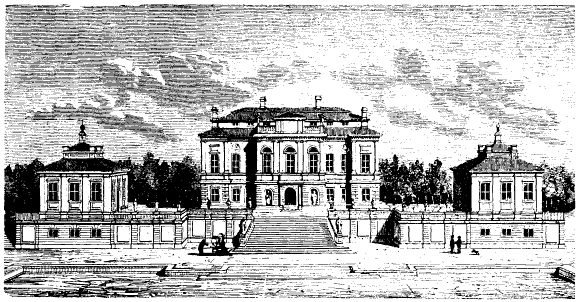
Kopparstick visande slottet 1694.

Slottet, från slutet av 1600-talet, är ett av de bäst bevarade från denna tid. Huvudbyggnaden ligger på en hög terrass. Den är försedd med en bred trappa och balustrad samt flankerad av två små kvadratiska flyglar. Nedanför terrassen utbreder sig en öppen plan med planteringar ned mot sjön, och på ömse sidor ligger två par flyglar av trä. Bakom slottet ligger den vidsträckta, under medverkan av Johan Hårleman, anlagda parken.
Den första kända ägaren till Steninge, fru Katarina, omnämndes 1299. Under senare delen av medeltiden tillhörde det släkten Oxenstierna, bland andra Bengt Kristiernsson (Oxenstierna) och hans son Kristiern Bengtsson (Oxenstierna), som avrättades i Stockholms blodbad. Greve Karl Gyllenstierna lät bygga det nuvarande slottet 1694–1698 efter ritningar av Nicodemus Tessin d.y. Invigningsfesten hölls i augusti 1705 med änkedrottning Hedvig Eleonora som hedersgäst. Genom köp gick godset 1736 till generallöjtnanten Hans von Fersen, greve till Ljung. Hans änka gjorde det till fideikommiss 1747. 
Slottets storhetstid torde ha varit under hennes son, greve Carl von Fersen. Dennes fru, född Lotta Sparre, var hovdam. Mer än en gång gästades Steninge av Gustav III:s hov. Carl von Fersen lämnade, eftersom han inte hade någon son som kunde ärva fideikommisset, Steninge åt sin bror, fältmarskalken greve Axel von Fersen den äldre. Denne ärvdes av sonen riksmarskalken Axel von Fersen den yngre, det olyckliga offret för pöbelupploppet 1810. I parken finns ett monument över honom i 1800-tals-gotik, vilket restes 1813. Axels bror Fabian Reinhold von Fersen ärvde slottet efter brodern. Han hade i sin tur tre söner (en Fabian dog efter ett halvår år 1800). Axel von Fersen (1798–1838) ärvde slottet efter fadern 1818, och dog 1838.  Hans bror Gustaf Hans von Fersen (1802–1839) ärvde slottet i sin tur, men dog redan året därpå.  Systern Louise von Fersen ärvde då slottet, men eftersom hon i egenskap av gift kvinna enligt den tidens lag var omyndig, företräddes hon av maken greve Carl August Gyldenstolpe.     
| Nicodemus Tessins ritningar: Fasad mot syd och Mälaren (vänster) och längssektion genom huvudbyggnaden och trädgårdstrappan. |  | Nicodemus Tessins ritningar: Fasad mot syd och Mälaren (vänster) och längssektion genom huvudbyggnaden och trädgårdstrappan. |
| Nicodemus Tessins ritningar: Fasad mot syd och Mälaren (vänster) och längssektion genom huvudbyggnaden och trädgårdstrappan. |  | |

Han blev efter en långvarig process ägare av Steninge. Carl August och Louise Gyldenstolpe blev dock tvungna att avträda slottet till sina fordringsägare 1867 varvid fideikommisset upplöstes. Godset inköptes samma år av major Claes Adolf Adelsköld för 342 500 kronor. Han sålde det för 500 000 kronor år 1873 till friherre Oscar von Otter, som lät uppföra nya ekonomibyggnader och den stora stenladugården (numera utställningslokal) ritad av arkitekt Carl Sandahl. År 1888 köptes Steninge av Johan Bäckström, ägare till det stora tobaksbolaget Wilhelm Hellgren & Co. Vid Bäckströms död 1902 ärvde sonen Rickard Bäckström Steninge för att redan 1905 sälja egendomen till Albert Lindström. Lindström styckade av och sålde större delen av godset och dess ägor minskade från 2 784 till 948 hektar.

### Från 1907

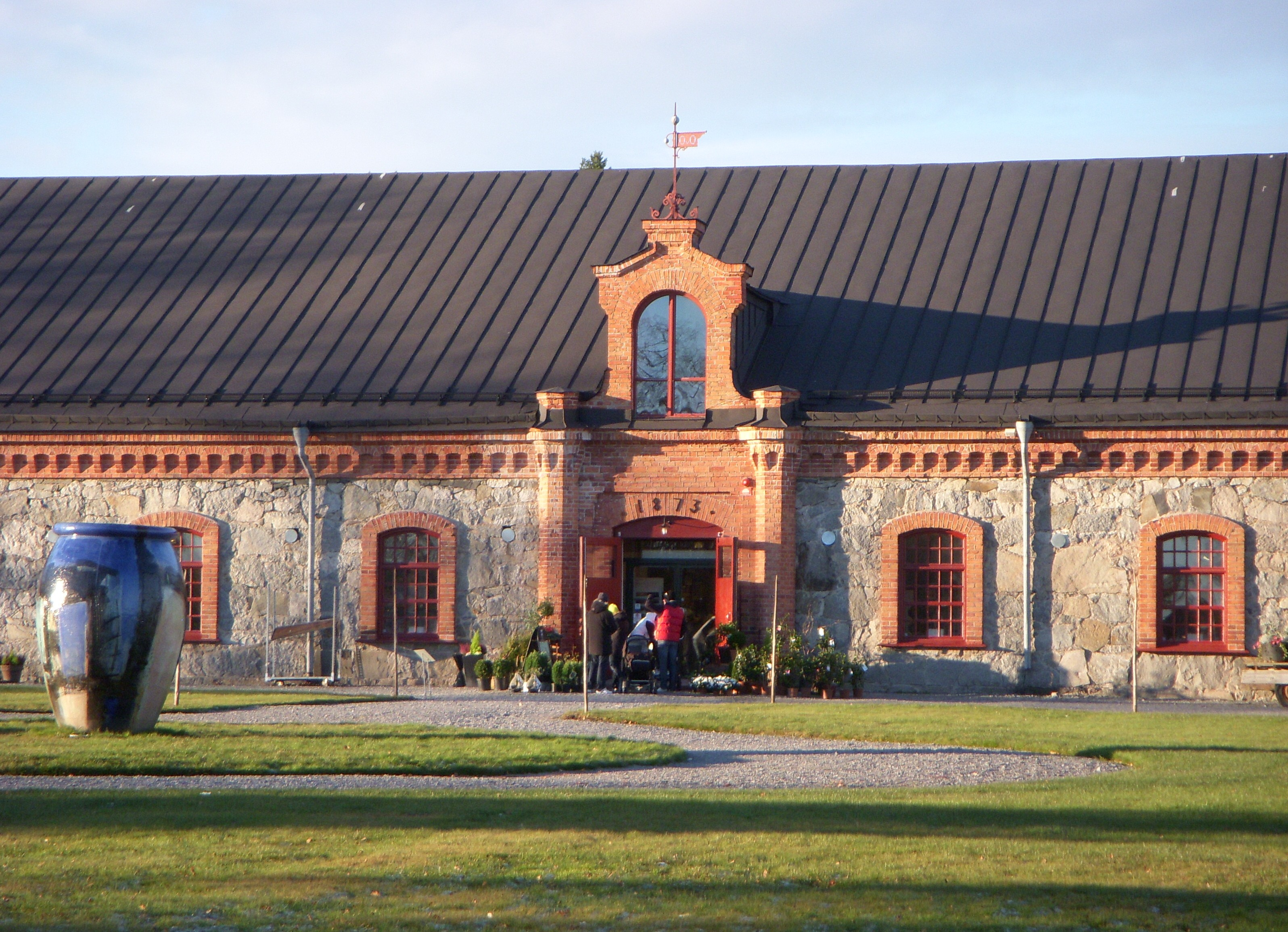
Stenladugården från 1873.

År 1907 köptes Steninge av vice häradshövding G. B. A. Holm. Med hjälp arkitekt Isak Gustaf Clason lät han slott och flyglar genomgå en grundlig restauration, men alla bevarade rester av den ursprungliga inredningen tillvaratogs. De storslagna växthusen anlades under första världskriget av en tillfällig ägare. Sonen till G.B.A. Holm, ryttmästaren B. Holm, sålde Steninge 1915 till godsägaren K. Östen Schauman. 
Hanna Lindmark, ägare till Hushållsskolan Margareta och en av Sveriges då mest framgångsrika kvinnliga entreprenörer, köpte Steninge 1922 och drev under tio år ett framgångsrikt lantbruk på godset. 1932 köptes Steninge av familjen Wolfgang R. Thomas, son till USA:s ambassadör i Sverige. Steninge Lervarufabrik och Steninge Trädgårdar blev kända. Steninge slott byggnadsminnesförklarades 1969. 
År 1976 förvärvades egendomen av familjen Andersson och stenladugården byggnadsminnesförklarades 1979. År 1997 köpte Linn Stokke och Atle Brynestad (CG Holding) slottet och 1999 öppnade Steninge slott kulturcenter med Steninge Slottsgalleria i stenladugården från 1873. År 2009 köpte Gelba Fastigheter (ägt av finansmannen Per Taube) Steninge, inklusive 380 hektar mark för 126 miljoner kronor.

## Bilder, exteriör

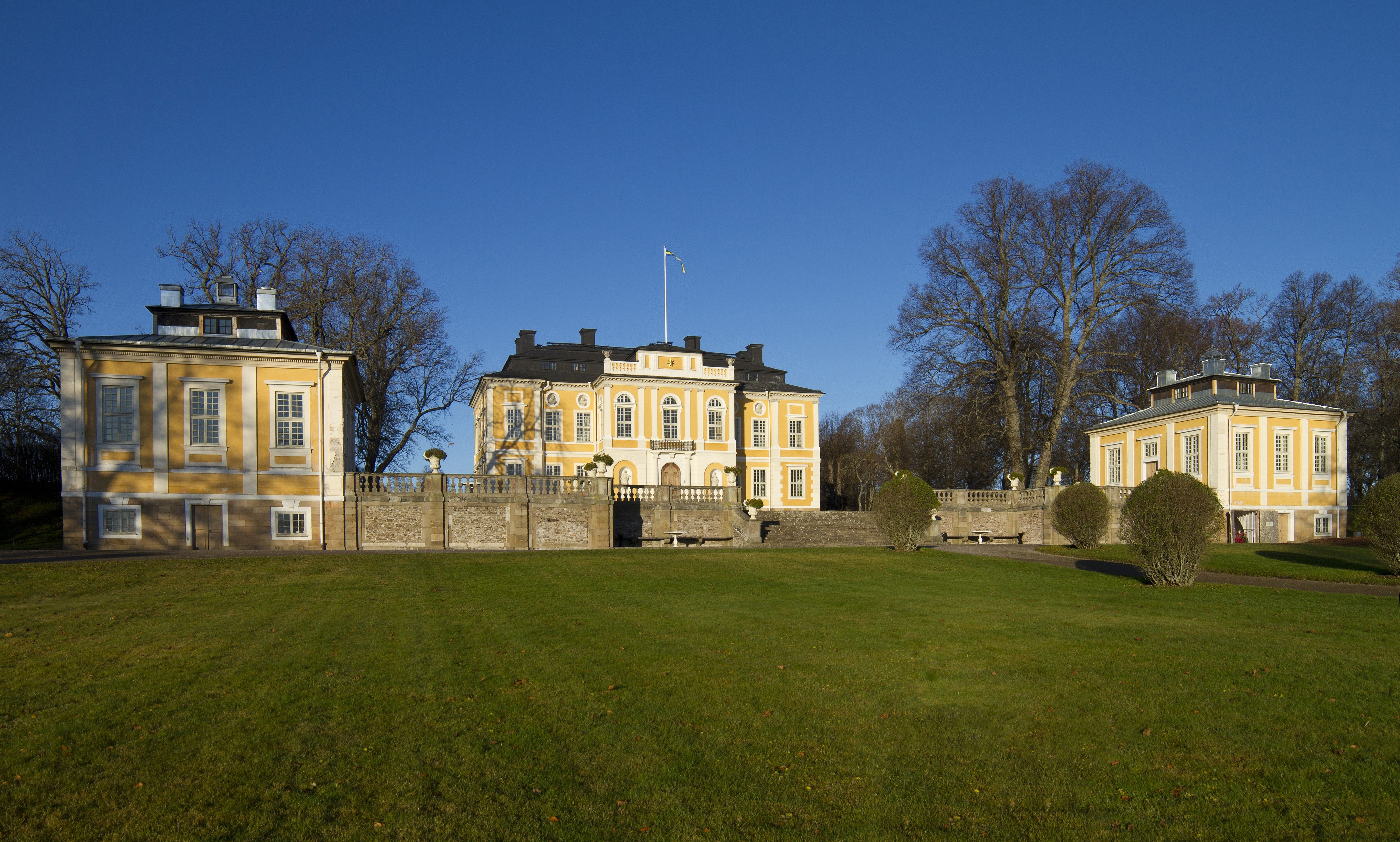
Slottets fasad mot Mälaren
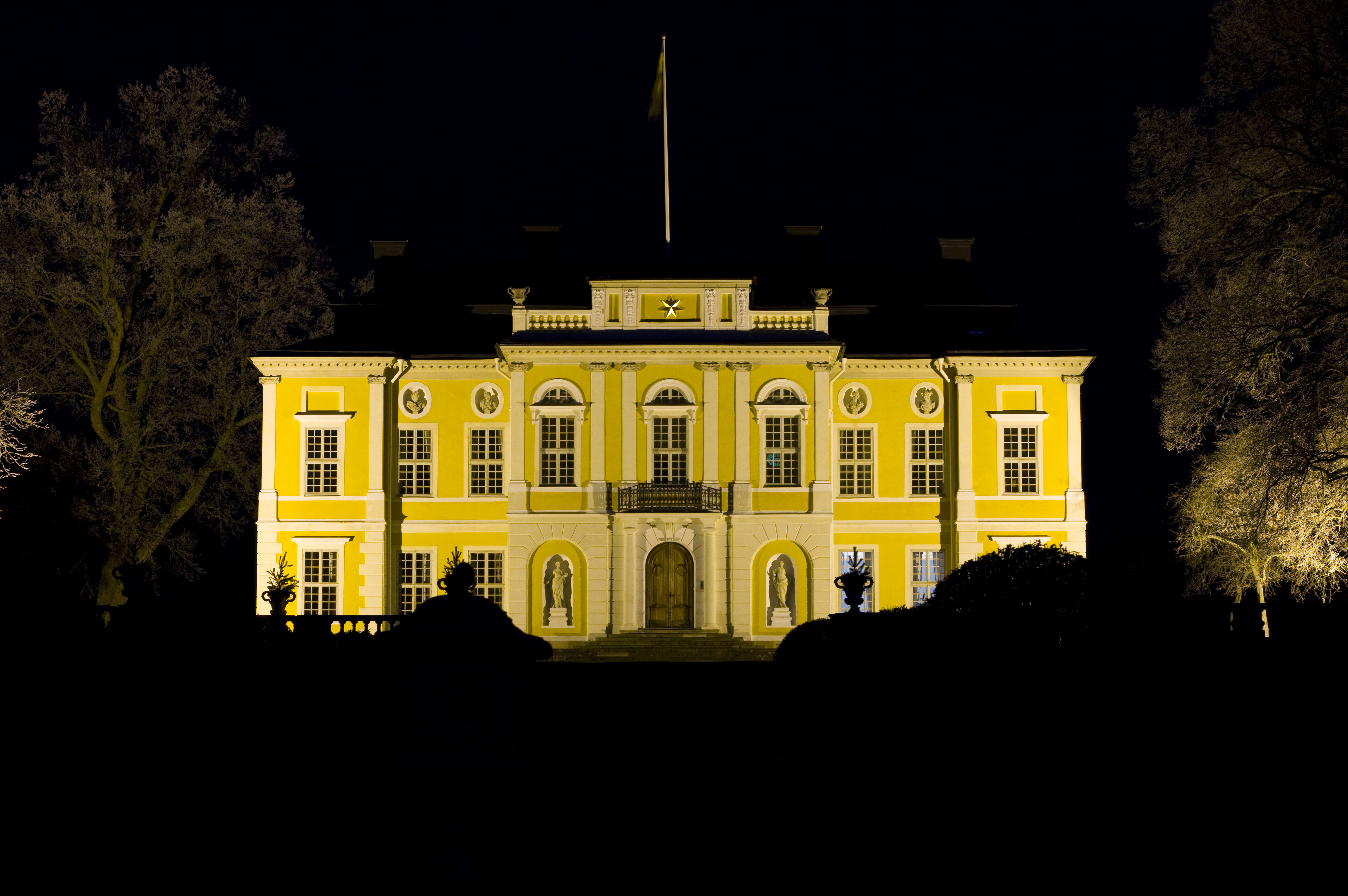
Med fasadbelysning
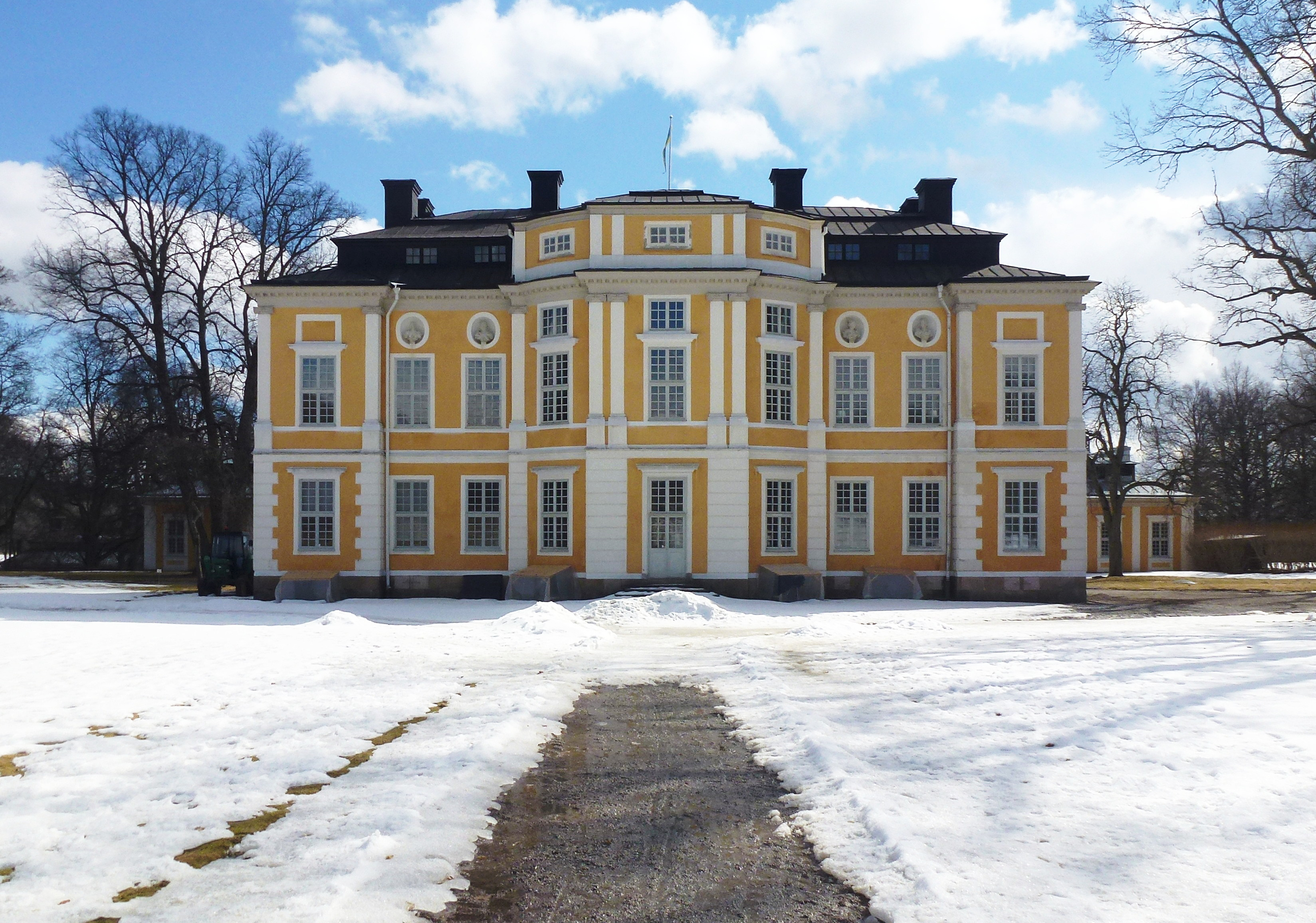
Fasad mot norr
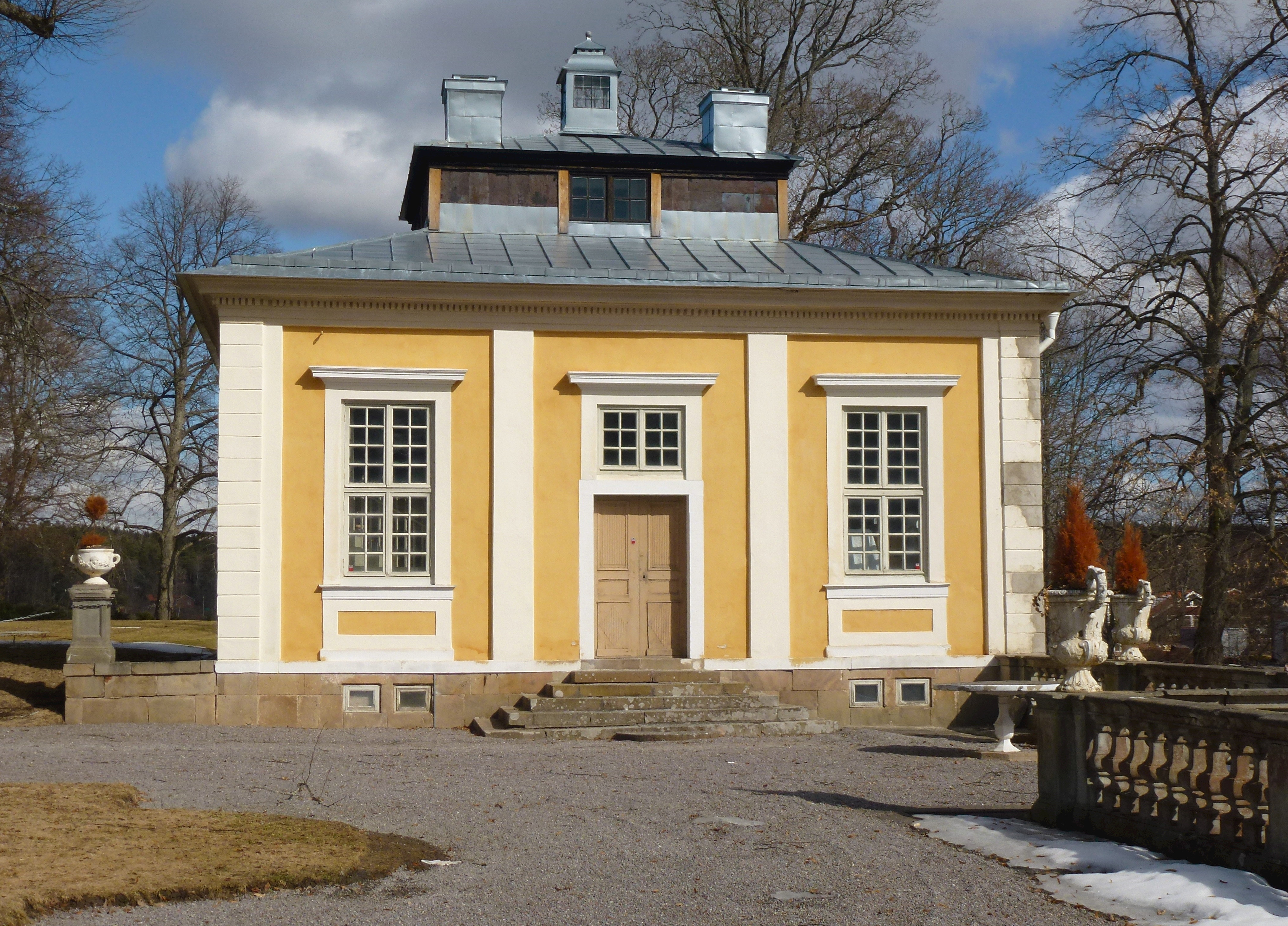
Östra flygeln

## Bilder, interiör

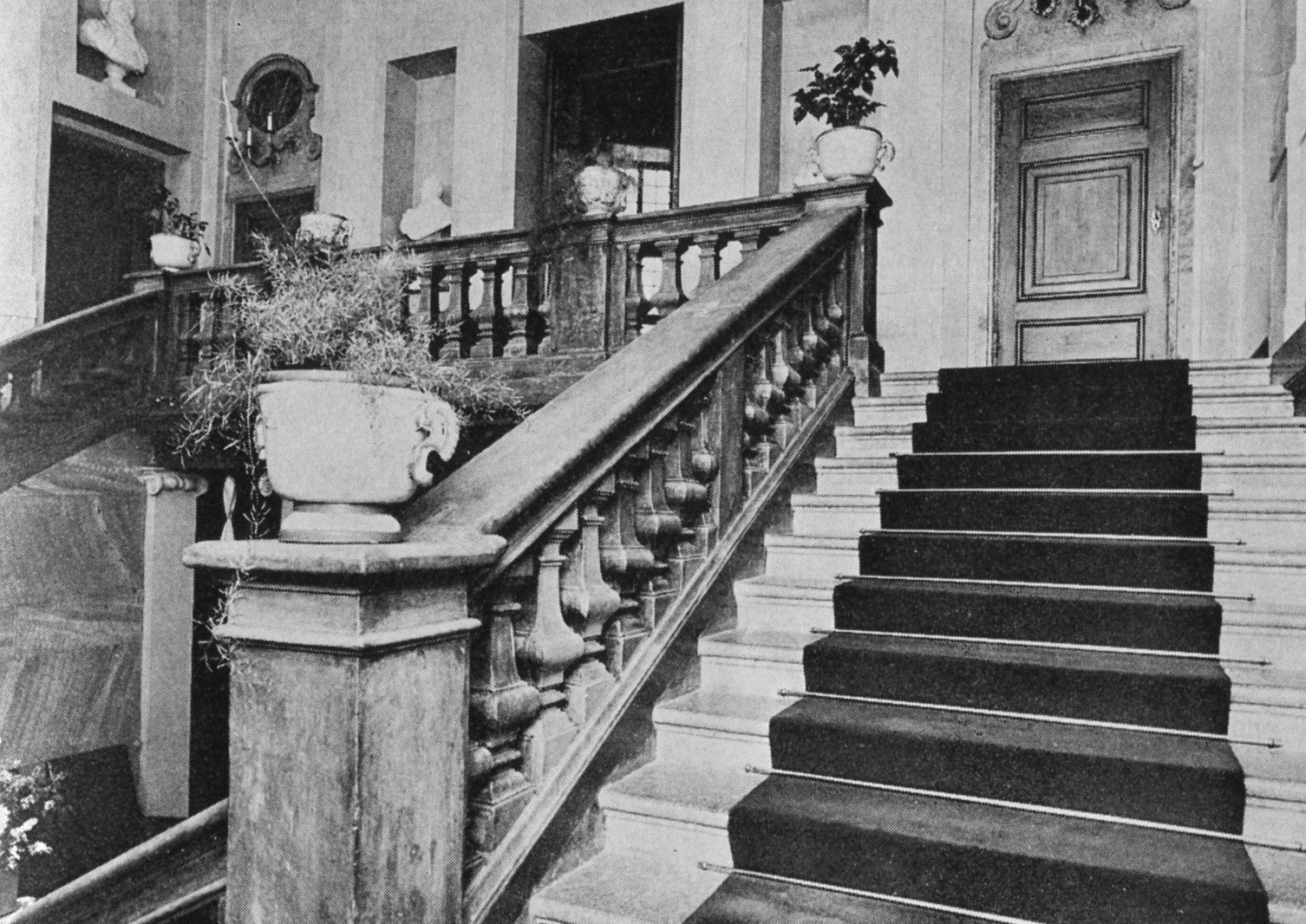
Huvudtrappan
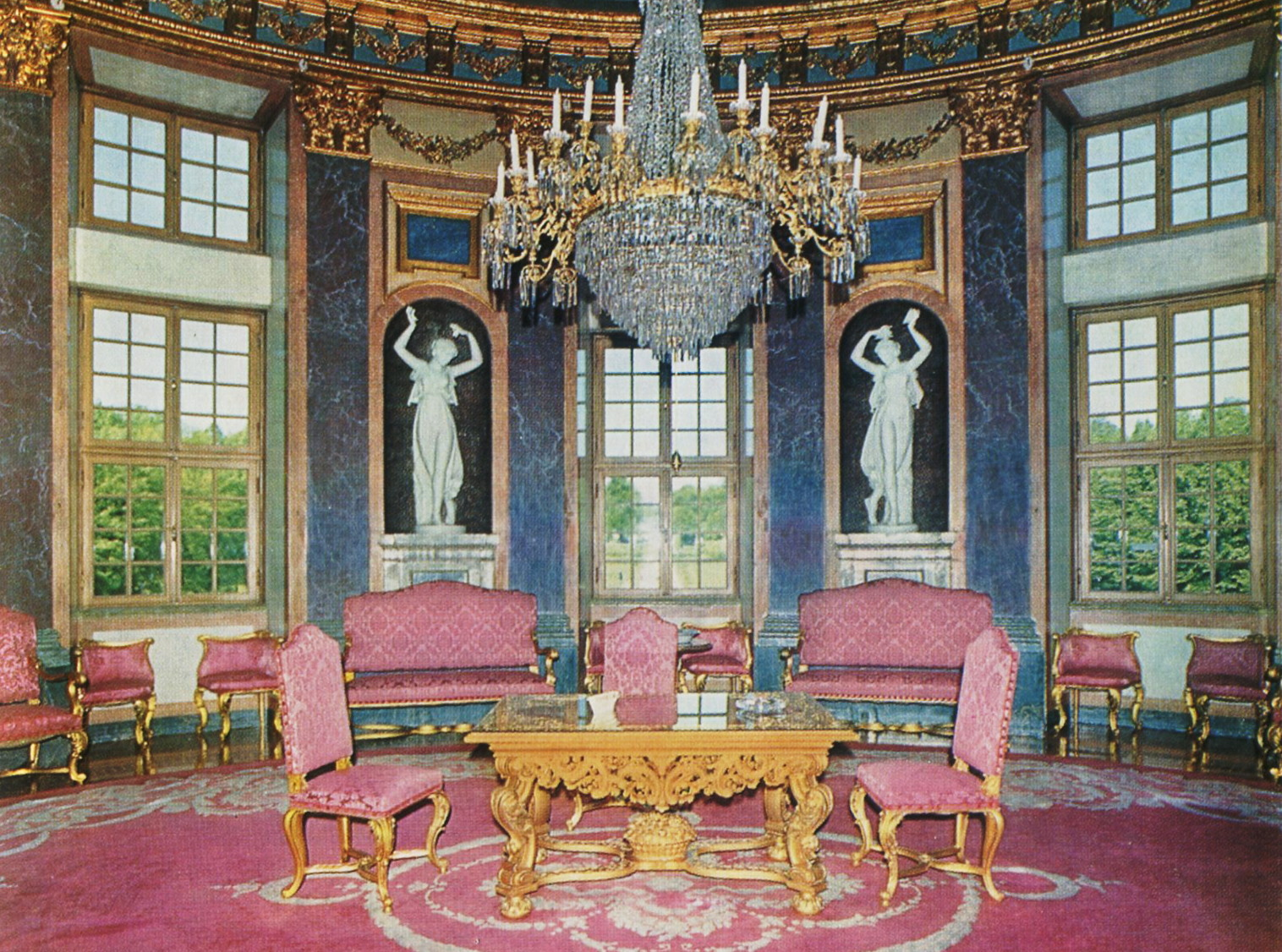
Ovala salongen
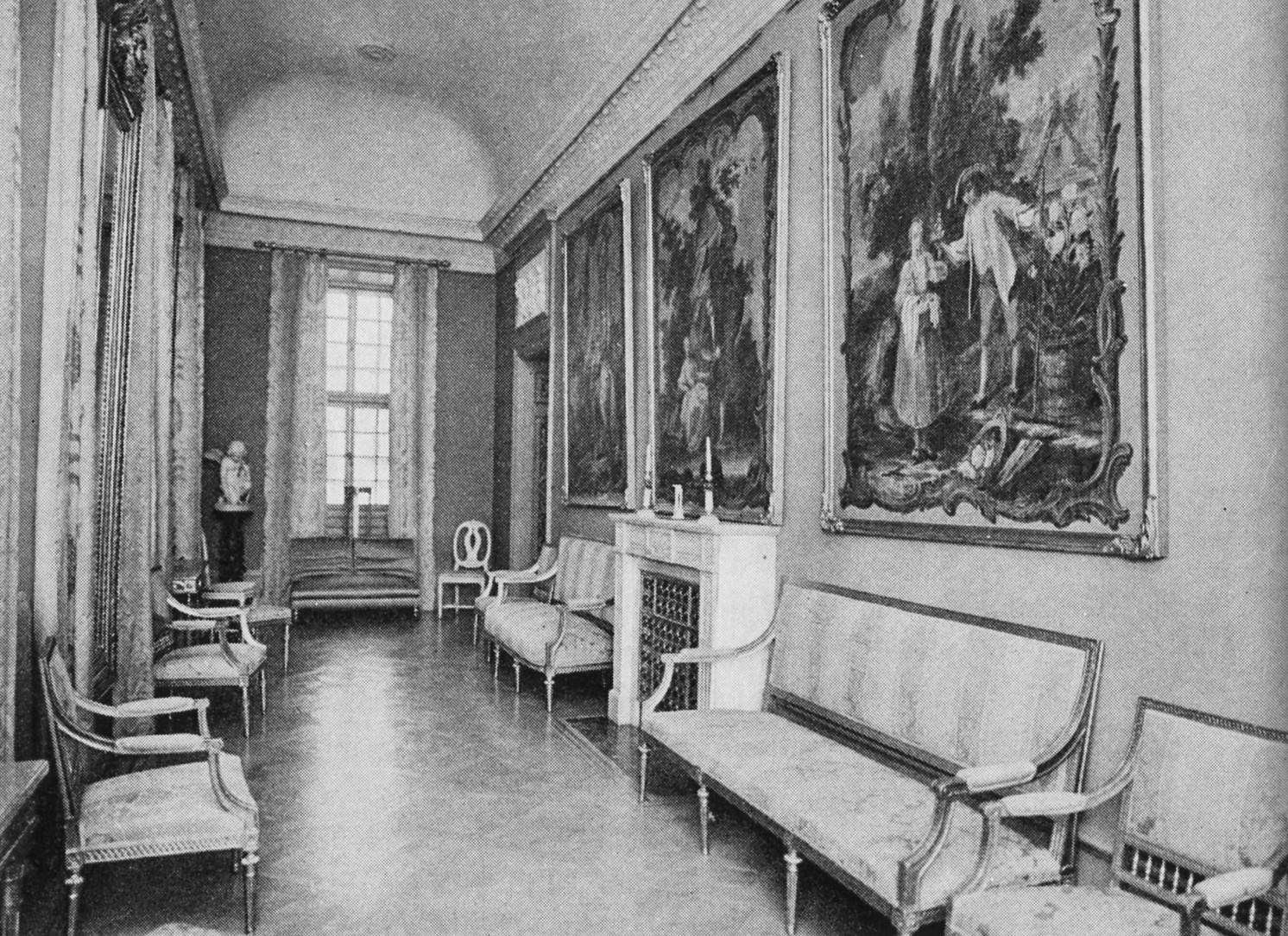
Galleriet
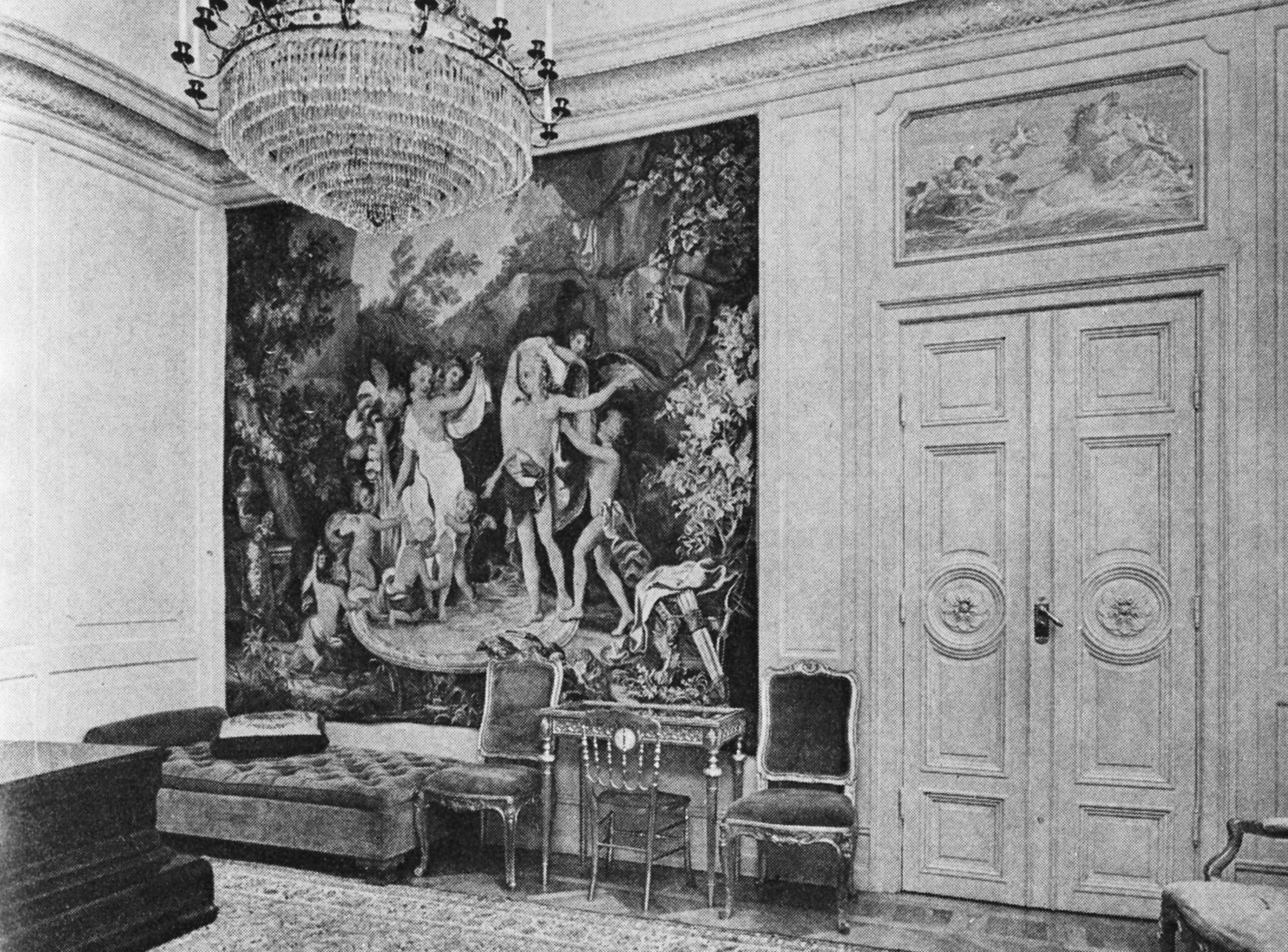
Musikrummet